# 오소포연대
오소포연대(吾召浦煙臺)는 대한민국 제주특별자치도 서귀포시 성산읍 오조리에 있는 연대이다. 1996년 7월 18일 제주특별자치도의 기념물 제23-23호로 지정되었다.

## 개요
연대는 횃불과 연기를 이용하여 정치·군사적으로 급한 소식을 전하던 통신수단을 말한다. 봉수대와는 기능면에서 차이가 없으나 연대는 주로 구릉이나 해변지역에 설치되었고 봉수대는 산 정상에 설치하여 낮에는 연기로 밤에는 횃불을 피워 신호를 보냈다.
이 연대는 남제주군 성산수산고등학교의 북쪽 밭에 있는데, 현재 많이 훼손되어 있다.
수산진에 소속되었던 이곳은 수산진 소속 별장 6명, 봉군 12명이 배치되어 교대로 지켰다. 동쪽으로 성산 봉수대를 거쳐 협자연대, 서쪽으로 종달 연대와 연결되어 있다.

## 참고 문헌
- 오소포연대 - 국가유산청 국가유산포털